# Якеш (Республика Сербская)
Якеш (серб. Јакеш / Jakeš) — село в общине Вукосавле Республики Сербской Боснии и Герцеговины. Население составляет 1464 человека по переписи 2013 года.

## История
До войны в Боснии и Герцеговины входило в общину Модрича. После войны в Боснии и Герцеговине было разделено на сёла Якеш и Вукосавле, ещё часть отошла к селу Модрички-Луг в общине Вукосавле, а ещё часть — к селу Таревци в общине Модрича.